# Kasserota subocellata
Kasserota subocellata är en insektsart som beskrevs av Melichar 1913. Kasserota subocellata ingår i släktet Kasserota och familjen Lophopidae. Inga underarter finns listade i Catalogue of Life.